# Simone Höller

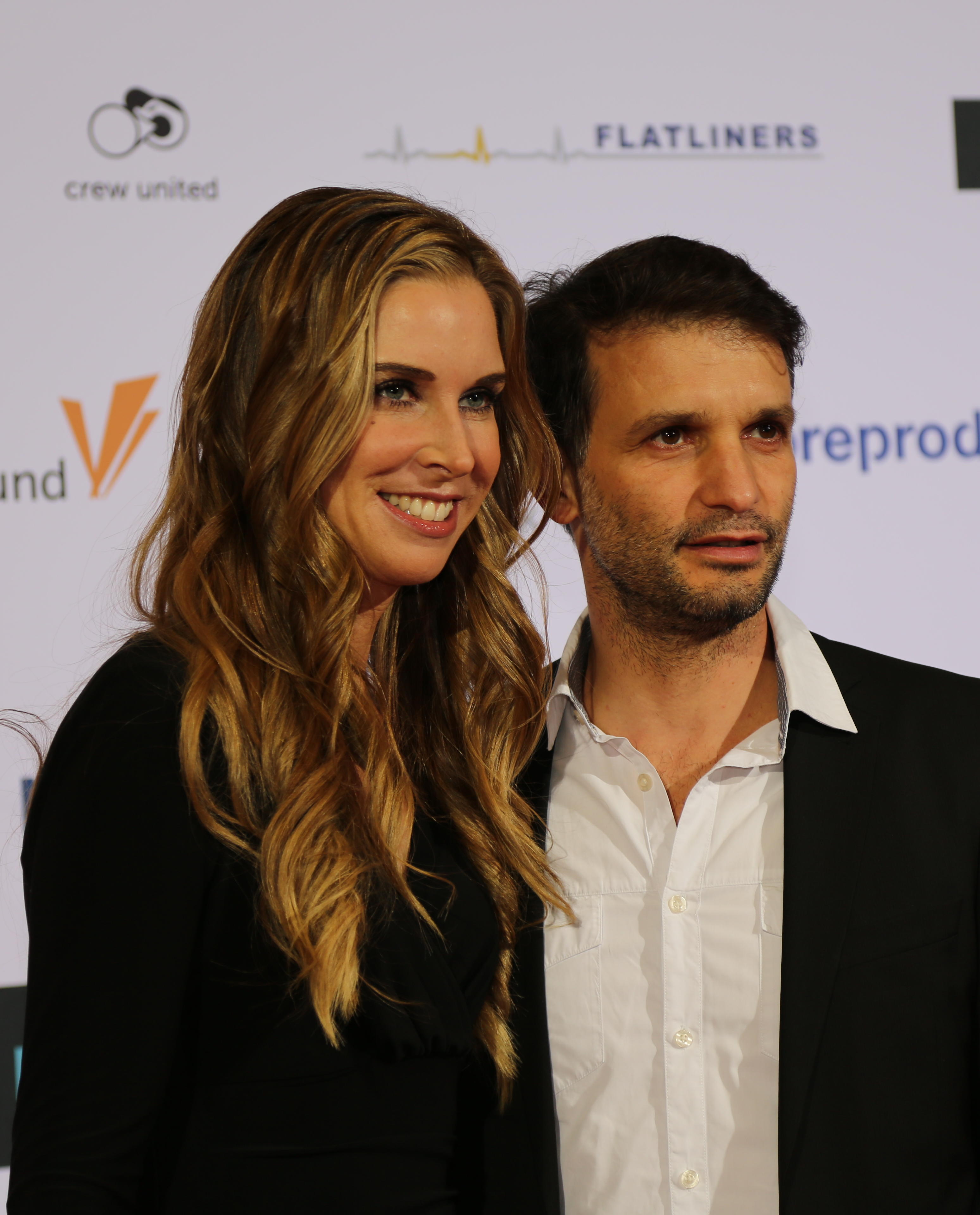
Simone Höller mit ihrem Ehemann Luca Zamperoni, 2017

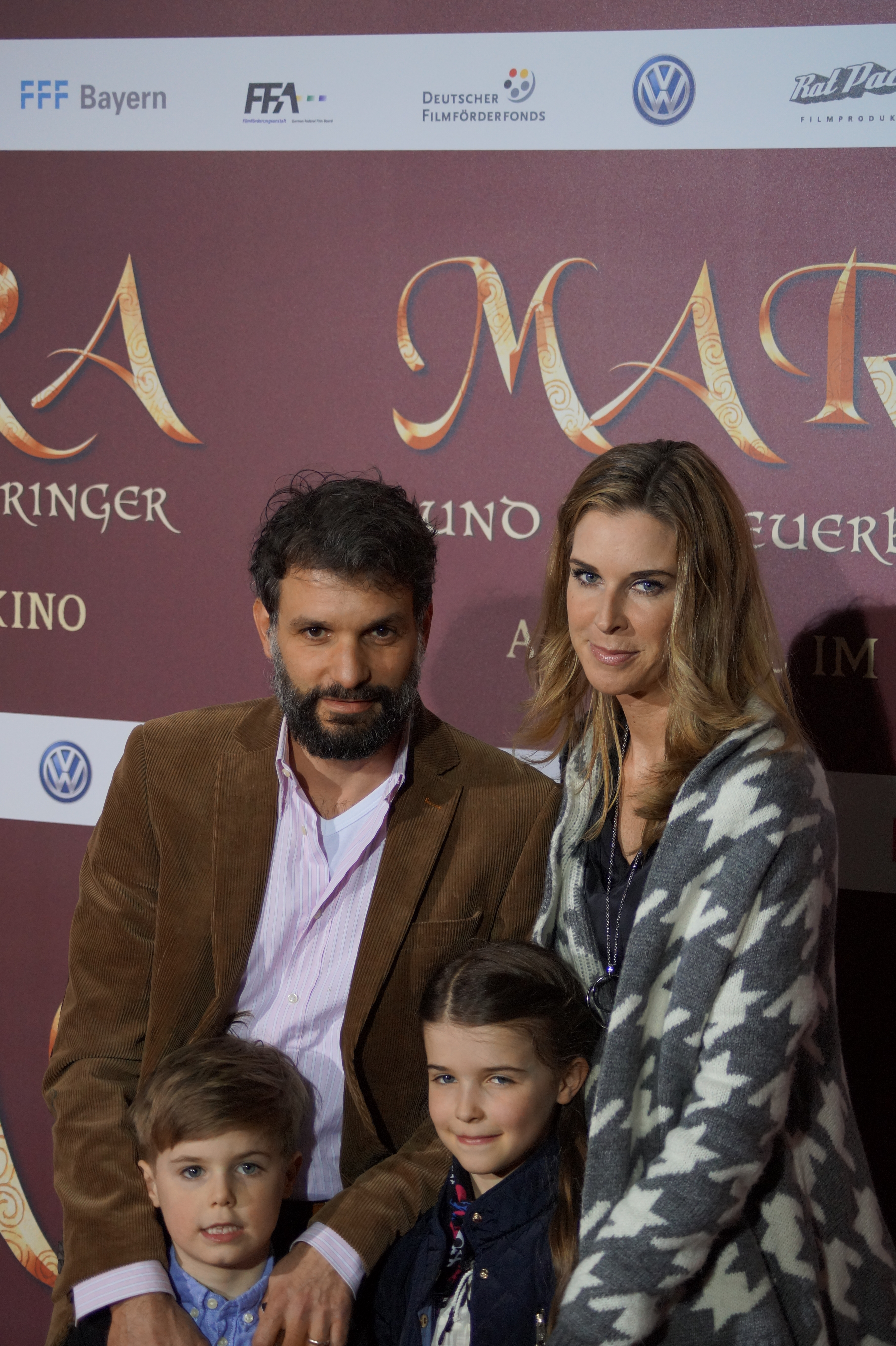
Simone Höller mit ihrem Ehemann und den gemeinsamen Kindern, 2015

Simone Höller (* 1972) ist eine deutsche Filmproduzentin und Drehbuchautorin.

## Leben
Höller studierte Geschichte, Politikwissenschaft, Germanistik und Philosophie in Aachen und Köln. Zudem ließ sie sich im Bereich Drehbuch, Regie und Produktion weiterbilden. Nach ihrer Promotion zum Dr. phil. war sie von 2005 bis 2010 als wissenschaftliche Mitarbeiterin am Institut für Medien- und Kommunikationspolitik tätig. Im Anschluss ihrer dortigen Tätigkeit ging sie nach Köln zur Filmproduktionsfirma FFP New Media. Dort war sie zunächst als Producerin für fiktionale und dokumentarische Produktionen zuständig. Seit 2014 ist Simone Höller als Produzentin tätig und realisierte seither zahlreiche preisgekrönte Fernsehfilme, meist mit relevantem und gesellschaftskritischem Bezug. Seit April 2022 ist sie Geschäftsführerin und Produzentin der 307 production GmbH in Köln.
Im Juli 2006 heiratete Höller den Schauspieler Luca Zamperoni (* 1970). Aus der Ehe entstammen zwei gemeinsame Kinder, eine Tochter, die Schauspielerin Lola Höller, und ein Sohn. Sie lebt zusammen mit ihrer Familie in Köln.

## Filmografie
- 2010: Der wirkliche Amerikaner – Joe McCarthy (Regie: Lutz Hachmeister)
- 2011: Lasagne (Kurzfilm; Regie: Luca Zamperoni)
- 2014: Für immer ein Mörder – Der Fall Ritter (Regie: Johannes Grieser)
- 2016: Das weiße Kaninchen (Regie: Florian Schwarz)
- 2016: Der mit dem Schlag (Regie: Lars Becker)
- 2017: Eine gute Mutter (Regie: Claudia Garde)
- 2018: Der Nesthocker (Regie: Franziska Meyer Price)
- seit 2018: Billy Kuckuck (Fernsehreihe)
  - 2018: Margot muss bleiben! (Regie: Jan Ruzicka)
  - 2019: Eine gute Mutter (Regie: Thomas Freundner)
  - 2020: Aber bitte mit Sahne! (Regie: Thomas Freundner)
  - 2021: Angezählt (Regie: Thomas Freundner)
  - 2022: Mutterliebe (Regie: Thomas Freundner)
- 2019: Weil du mir gehörst (Regie: Alexander Dierbach)
- 2022: Ramstein – Das durchstoßene Herz (Regie: Kai Wessel)
- 2022: Lost in Fuseta – Ein Krimi aus Portugal (Regie: Florian Baxmeyer)
- 2022: Du sollst hören (Regie: Petra Katharina Wagner)
- 2022: Sterben ist auch keine Lösung (Regie: Ingo Rasper)
- 2023: Lost in Fuseta – Spur der Schatten (Regie: Felix Herzogenrath)